# تاستین (ویسکانسین)
تاستین، ویسکانسین (به انگلیسی: Tustin, Wisconsin) یک منطقهٔ مسکونی در ایالات متحده آمریکا است که در ویسکانسین واقع شده‌است.

## خصوصیات
تاستین ۱۱۷ نفر جمعیت دارد و ۲۲۸٫۹۱ متر بالاتر از سطح دریا واقع شده‌است.